# Alexandre Stanic
Alexandre Stanic (Brussel, 28 december 2004) is een Belgisch voetballer met Servische en Burkinese roots die sinds 2024 uitkomt voor Royal Antwerp FC.

## Clubcarrière
Stanic genoot zijn jeugdopleiding bij onder andere RSC Anderlecht, Royal Antwerp FC, KSC Lokeren en KV Mechelen. Laatstgenoemde club leende hem in januari 2022 voor een half seizoen uit aan de Italiaanse tweedeklasser AC Pisa. Een klein jaar eerder, in februari 2021, had Stanic zijn eerste profcontract ondertekend bij KV Mechelen. Dat verbond hem tot 2023 aan de club en bevatte daarbovenop een optie op een extra seizoen.
In het seizoen 2022/23 stroomde hij met de Mechelse beloften in in het nationale voetbal. Stanic was dat seizoen goed voor zeven competitiedoelpunten in de Tweede afdeling. Dat aantal trok hij in het seizoen 2023/24 op tot zestien. Daarmee werd hij dat seizoen clubtopschutter, met ruime voorsprong op eerste achtervolger Xander van der Velde. In mei 2024 mocht Jong KV Mechelen, dat zich in oktober 2023 van een eindrondeticket had verzekerd, tegen Jong Cercle een gooi doen naar promotie naar Eerste nationale. De Mechelaars gingen in hun eerste wedstrijd evenwel meteen onderuit.
In juni 2024 stapte Stanic over naar Royal Antwerp FC. Op 1 september 2024 maakte hij in het shirt van de Young Reds, het beloftenelftal van de club, zijn officiële debuut in Eerste nationale. Veertien dagen later maakte hij ook zijn officiële debuut voor het eerste elftal van de club: op de zevende competitiespeeldag liet trainer Jonas De Roeck hem in de 2-0-zege tegen Union Sint-Gillis in de blessuretijd invallen voor Gyrano Kerk.